# Kiskőrös
Kiskőrös là một thành phố thuộc hạt Bács-Kiskun, Hungary. Thành phố này có diện tích 102,23 km², dân số năm 2010 là 14332 người, mật độ 140 người/km².